# 拓跋良 (樂安王)
拓跋良（？—477年5月17日），鲜卑名何良，拥有直勤头衔，魏明元帝拓跋嗣之孙，乐安王拓跋範長子，北魏宗室、官員。

## 生平
魏太武帝拓跋焘没有儿子时，曾经说：“兄弟的儿子如同儿子。”魏太武帝于是亲自抚养拓跋良。拓跋良成人后强壮勇敢多智慧，经常参与军国大事。魏文成帝时，拓跋良承袭了父亲的爵位乐安王，后出任长安镇都大将、雍州刺史。当时河西地区的胡人逃匿躲避朝廷的命令，和平元年（460年）二月，卫大将军、乐安王拓跋良都督東雍州、吐京胡、六壁各軍向西前往河西地區，征西將軍皮豹子和前任泾州刺史封阿君等人都督河西各路军队向南前往石楼，共同讨伐叛乱的胡人。拓跋良之后又回朝出任内都大官。和平二年，魏文成帝拓跋濬南巡，从定州前往邺城，三月丁巳朔（461年3月27日），魏文成帝在灵丘亲自射箭越过山峰，卫大将军、乐安王拓跋良跟随参与了这次南巡。太和元年四月壬申（477年5月17日），拓跋良去世，谥号简王。

## 家庭
《魏書》第十七卷原卷已經亡佚，現今魏書拓跋良傳的內容全同於《北史》，當中並未敘及拓跋良的子嗣，然而有許多樂安王此世系成員的墓誌銘被發現收錄，綜合各方墓誌銘和《元和姓纂》等資料，拓跋良應該至少有十個兒子

### 兒子
- 元緒（449－507），北魏龙骧将军、洛州刺史、乐安靖王[10]
- 元贿，北魏威远将军、陈郡太守，过继给堂伯建宁哀王拓跋某[11]
- 元敷（463－522），北魏襄威将军、汝南郡太守[12]
- 元仙（472－521），第四子，北魏前军将军、员外常侍[13]
- 元昭，北魏河涧郡太守[14]
- 元某，北魏治书侍御史、静侯[15]
- 元法益，元願達的父親[16]
- 元騰（－507），第八子，北魏城門校尉[17]
- 元忻[16]
- 元景，北魏平东将军、營州刺史[18]
- 元某，巴州刺史、景公[19]